# 聖母學院
俄亥俄州圣母学院（英語：Notre Dame College of Ohio，縮寫：NDC）是一所位于俄亥俄州克里夫蘭城郊南欧几里德的私立罗马天主教教會學校。作为女子学院成立于1922年，自2001年1月起男女同校。圣母學院提供30个专业和单独设计的专业，并通过五个学术部门授予本科和研究生学位。该学院在2020年秋季共有1,106名本科生入学，它占地48英亩（19.4公顷）
圣母學院大多数的学生来自俄亥俄州，同時也有來自35个州和21个国家的學生在此學習。学院为学生提供许多课外活动，包括田径运动、荣誉社团、俱乐部、学生组织和田径运动，学校官方和运动颜色是宝蓝色和金色。該校已經倒閉

## 學校排名
- 根據2024年的美國新聞與世界報導，聖母學院在美國中西部大學中排名第53名[7]。